# Ludwig Kübler
Ludwig Kübler (Monaco di Baviera, 2 settembre 1889 – Lubiana, 18 agosto 1947) è stato un generale tedesco.
Fu un generale della Wehrmacht durante la seconda guerra mondiale.

## Biografia
Dopo aver combattuto durante la prima guerra mondiale ed essere rimasto sfregiato durante una battaglia, fece carriera nell'esercito germanico. Nel 1938 assunse come GeneralMajor il comando della 1. Gebirgs Division che guidò in Polonia, venendo promosso Generalleutnant. Fu poi in Francia dove venne promosso General der Infanterie, guidando poi il XXXXIX Corpo d'armata alpino in Jugoslavia e in Unione Sovietica.
Nominato comandante delle truppe bloccate di fronte a Mosca, fu definito disfattista da Hitler e venne in seguito nominato Befehlshaber (responsabile militare) nella Zona d'Operazione del Litorale Adriatico. Considerato il fondatore delle truppe alpine tedesche, era duro, freddo e severo con se stesso ed i subordinati.
Terminato il conflitto fu catturato dagli Alleati, venne processato a Lubiana assieme a Friedrich Rainer e poi impiccato nell'agosto del 1947.